# Новокронштадка
Новокронштадка (каз. Новокронштадка) — село в Акмолинской области Казахстана. Находится в подчинении Степногорской городской администрации. Входит в состав Шантобинской поселковой администрации. Код КАТО — 111845200.

## География
Село расположено в 245 км на запад от центра городской администрации города Степногорска, в 7 км на восток от центра поселковой администрации посёлка Шантобе. Вдоль села протекает река Кутунгуз.

### Улицы
В селе имеются следующие улицы:
- ул. Гагарина,
- ул. Немецкая,
- ул. Тюлюбая,
- ул. Чалых,
- ул. Школьная.

## Население
В 1989 году население села (тогда оно было в составе Джамбулского сельсовета Балкашинского района) составляло 353 человек (из них русских 41%, казахов 32%).
В 1999 году население села составляло 372 человека (182 мужчины и 190 женщин). По данным переписи 2009 года, в селе проживало 259 человек (134 мужчины и 125 женщин).
| Численность населения | Численность населения | Численность населения | Численность населения | Численность населения | Численность населения | Численность населения |
| 1989                  | 1999                  | 2009                  | 2018                  | 2019                  | 2020                  | 2021                  |
| --------------------- | --------------------- | --------------------- | --------------------- | --------------------- | --------------------- | --------------------- |
| 353                   | ↗372                  | ↘259                  | ↘171                  | ↘145                  | ↘121                  | ↘100                  |